# Vendelin Vasilj

Vendelin Vasilj (Međugorje, 27. svibnja 1909. – Chicago, 2. siječnja 1971.) hrvatski je katolički svećenik, franjevac, misionar, doktor znanosti, filozof i publicist.
Rodio se kao Franjo Vasilj u Međugorju, gdje je pohađao pučku školu. Gimnazijsko obrazovanje stekao je na Širokom Brijegu, a u Franjevački red stupio je na Humcu 29. lipnja 1926., dobivši ime Vendelin. Teološki studij završio je u Mostaru gdje je i zaređen za svećenika 11. prosinca 1932.
Godine 1933. odlazi u Pariz gdje pohađa postdiplomski studij te uspješno brani dva doktorata - iz prava o Trećem redu sv. Franje i iz sociologije o boljševičkom ateizmu. Služio je kao dušobrižnik hrvatskim iseljenicima u Francuskoj i surađivao s hrvatskim političarima protiv diktature kralja Aleksandra. Iz tog razdoblja potječe njegova knjiga na francuskom jeziku „Diktatura kralja Aleksandra”.
Nakon povratka u svoju Provinciju 1938., djeluje kao profesor na teološkom učilištu u Mostaru i postaje tajnikom mostarskog biskupa Alojzija Mišića. Ostaje urednikom mjesečnika „Kršćanska obitelj”, koji ponovno počinje izlaziti, do 1944. U Mostaru je osnovao društvo rudara i društvo za katoličku mladež „Vojska svetog Ante” te bio aktivan u „Napretku”.
Tijekom veljače 1945. brinuo se za izbjeglice u Zagrebu, a kasnije je dospio u partizansko zarobljeništvo. Bio je osuđen na dvije godine zatvora i četiri godine uskrate građanskih prava, ali je pobjegao iz Maribora u Austriju i Italiju. Bio je svjedokom masovnih ubojstava u Teznu, o čemu je ostavio pisano svjedočanstvo u Rimu, kamo je stigao u listopadu 1945.
U travnju 1946. dolazi u Sjedinjene Američke Države na malom poluteretnom brodu s fra Vjekoslavom Bambirom. Nakon kraćeg boravka u Chicagu, odlazi 1948. u župu sv. Marije u Steeltonu. Godine 1949. imenovan je poglavarom (komisarom) Uprave Komisarijata hrvatskih franjevaca u Americi, koju dužnost obnaša do 1952. Potom postaje gvardijanom novoosnovanog samostana sv. Ante u Chicagu, a od 1961. do 1967. ponovno biva urednikom „Hrvatskoga katoličkog glasnika” i „Hrvatskog kalendara” (1962.-1967.). Neko vrijeme bio je direktor svih franjevačkih izdanja. Za vrijeme njegova mandata kupljene su dvije franjevačke rezidencije: u Beaver Fallsu i Gulf Breezeu.
Pastoralno je djelovao u hrvatskim župama Srca Isusova u Milwaukeeju, sv. Augustina u West Allisu te Srca Isusova u Chicagu, gdje je i preminuo u 62. godini života. Pokopan je na groblju Holy Sepulchre u Chicagu.

## Znanstveni rad i publicistika
Fra Vendelin Vasilj dao je velik doprinos hrvatskoj katoličkoj filozofskoj publicistici. Prije i tijekom rata pisao je u časopisima „Luč”, almanahu „Stopama otaca”, „Hrvatskom narodu” i „Kalendaru sv. Ante”.
Kao urednik biblioteke „Savremena pitanja – vjersko-znanstvene razprave za naobražene krugove” u Mostaru objavio je 1944. knjigu „Filozofija komunizma”, što predstavlja važnu filozofsku studiju o komunizmu na hrvatskom jeziku, uz pionirsko djelo Josipa Gunčevića „Komunizam. Što je? Što nosi?” (1920.) i knjigu Dominika Barača „Socijalna filozofija boljševizma” (1944.). U Chicagu 1950. objavljuje „Život Bl. Djevice Marije” te novu, opsežniju studiju „Komunizam i vjera”.
U svojoj kritici komunizma Vasilj polazi od kršćanske i komunističke literature, proučavajući ih usporedno, nastojeći proniknuti u krajnji izvor komunizma. 
Poput nekih drugih hrvatskih katoličkih intelektualaca (npr. Stjepan Tomislav Poglajen, Konstantin Rimarić Volinski), tvrdi da se „totalitarizmi razlikuju samo prividno po riječima, jer kod komunizma ljudi pojedinci moraju se žrtvovati napretku radničke klase, kod fašizma napretku fašističke države, a kod nacionalsocijalizma napretku nordijske rase”.

## Djela
- „Diktatura kralja Aleksandra” (na francuskom, Pariz, 1930-ih)
- „Filozofija komunizma” (Mostar, 1944.)
- „Komunizam i vjera” (Chicago, 1950.)
- „Život Bl. Djevice Marije” (Chicago, 1950.)